# فرودگاه باکی
فرودگاه باکی (به انگلیسی: Bakki Airport) یک فرودگاه همگانی است که یک باند فرود آسفالت دارد و طول باند آن ۱۰۰۰ متر است. این فرودگاه در کشور ایسلند قرار دارد و در ارتفاع ۹ متری از سطح دریا واقع شده‌است.